# Bolsover District
Bolsover District är ett distrikt (motsvarande kommun) i grevskapet Derbyshire i England, Storbritannien. Distriktet har 81 553 invånare (2022).
Större orter är Bolsover, Clowne (administrativ huvudort) och Shirebrook.
Distriktet består av 16  civil parishes för visst lokalt självstyre.